# Sydafrikas historie
Sydafrikas historie vurderes forskellig af forskellige forskere og af dets forskellige folkegrupper siden Sydafrika er et flerkulturelt land. Forskernes syn influerer stærkt på deres opfattelse af sydafrikansk historie.
Khoisan–folkene er de i regionen, som har levet der i tusindvis af år. Sorte sydafrikanere sporer deres ophav til områder ved de store indsøer i Afrika. Hvide i Sydafrika, efterkommere af senere europæiske migrationer, regner sig formet af Sydafrika, i lighed med Sydafrikas farvede, indere, asiater og jøder.

## Forhistorisk tid
Abe-lignende hominider, som migrerede til Sydafrika for omkring 3 millioner år siden, blev de første menneskelignende indbyggere i området, som i dag er kendt som Sydafrika. Repræsentanter for homo erectus erstattede dem gradvis for omkring en million år siden, da de også spredte sig over Afrika og ind i Europa og Asien. Homo erectus måtte vige for homo sapiens for omkring 100.000 år siden. De første homo sapiens formede buskmændkulturen, som bestod af dygtige jægere.
Buskmændene blev antagelig det første moderne folkeslag, som migrerede til den sydlige spids af det afrikanske kontinent. Buskmændene havde stor respekt for landet, og deres livsstil havde ringe indvirkning på miljøet, noget som gjorde dem i stand til at fortsætte deres levesæt i årevis uden at efterlade nogen særlige arkæologiske beviser. Med undtagelse af en række slående hulemalerier efterlod buskmændene sig få spor af deres tidlige kultur. Forsøg på at analysere de eksisterende prøver gennem karbondatering indikerer, at buskmændene levede i området for mindst 25.000 år siden og muligvis så tidligt som for 40.000 år siden. Et lille antal buskmænd lever stadig i Sydafrika, noget som gør deres kultur til en af de ældste sammenhængende, eksisterende kulturer i verden ligesom aboriginernes kultur.

## Bantu ekspansion
For 2.500 år siden startende det forhistoriske afrikanske nomadesamfund Bantufolket deres vandring fra floddeltaet omkring Niger til det sydlige Afrika. Den oprindelige befolkning i Sydafrika buskmændene og de Bantu-talende indvandrere var for det meste fredelige, men begge befolkningsgrupper havde ikke udviklet skriftsprog så der er ikke mange spor at gå efter udover arkæologiske fund.